# Únava materiálu

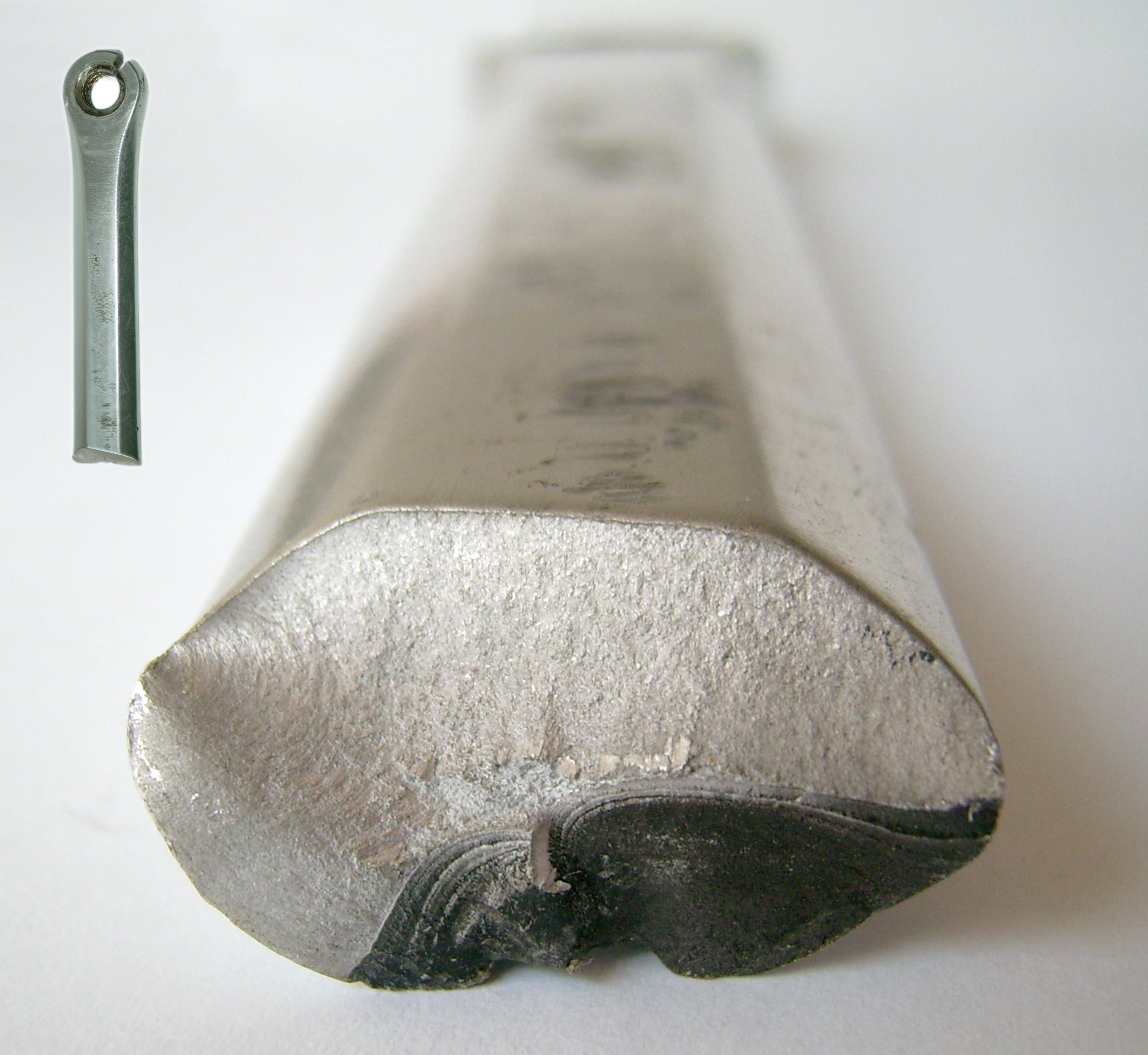
Únavová zlomenina u kliky pedálu jízdního kola

Wöhlerova křivka

Únava materiálu je pomalu postupující a kumulující se poškození materiálu, které vzniká opakovaným zatěžováním a z toho plynoucími plastickými deformacemi v místech koncentrace napětí. Proces může vést až k únavovému lomu. Průběh je závislý na počtu zatěžovacích cyklů. Únavové poruchy závažně ovlivňují životnost konstrukcí. Únava materiálu souvisí nejen s jeho vlastnostmi, ale i se stavem jeho povrchu (drsnost, vruby, povrchové koroze atd.). K popsání jevu jako takového přispěl v 19. století německý inženýr August Wöhler.

## Únavová pevnost – při vzniku poruchy rozeznáváme stadia
- Inkubace únavového procesu, kdy vznikají změny fyzikálních a mechanických vlastností.
- Vznik trhlin a jejich šíření.
- Vznik únavové trhliny. Únavové trhliny vznikají už ve hranicích zrn a vzniká hlavní trhlina, která se šíří směrem vektoru k hlavnímu napětí.
- Vznik nestability trhliny, kdy se trhlina rozšiřuje a velice rychle roste, a tak následuje zlom.

## Druhy únavy
- vysokocyklová: 106–107 cyklů.
- nízkocyklová: často se sleduje oblast 103–104 cyklů, tzv. nízkocyklová únava.

## Charakter únavy
- cyklická
- stochastická (náhodná, nahodilá)

## Odezva zatížení na únavu
- Každá změna zatížení se projeví ve vnitřní struktuře, hlavně v konstrukci a jejím napětí.

## Zpracování záznamu napětí
- metoda Rain–Flow
- pomocí spektra napětí
- kumulace únavového poškození – Wöhlerova křivka
- N = C∆σR−m